# 和勇
和勇（？—1474年），初名脫脫孛羅，江西省南昌府南昌縣（今江西省南昌市）人，和寧王阿魯臺孫，明朝军事将领，靖安伯。
宣德九年（1434年）阿魯臺為瓦剌脫懽所殺，其子阿卜只俺归附明朝，居京师顺天府。明宣宗授其为左都督，其死后，和勇襲指揮使，積功至都督僉事。天顺元年（1457年），加升同知，赐名和勇。天顺五年（1461年），担任游击将军，率部千余人平定两广叛乱，后冒功進右都督。被御史发现后弹劾，詔停和勇俸，充為事官。成化元年（1465年），跟从趙輔、韓雍征讨大藤峽叛乱，平定后升为左都督。成化三年（1467年）进行京军十二营之一的效勇營訓練。陈奏大藤峽之功，升靖安伯，謚武敏，世襲指揮使。